# Понтифракт
Понтифракт (на английски: Pontefract) е град в община Уейкфийлд, област Западен Йоркшър – Англия. Той е единия от т.нар. „пет града“ – група от пет селища в общината разположени близко едно до друго, за които се очаква, в близките десетилетия, да образуват обща урбанизирана територия.
Населението на града към 2001 година е 28 250 жители.

## География
Понтифракт се намира в източния край на графството на около 12 километра източно от общинския център Уейкфийлд. Останалите четири града от „групата на петте“ са Касълфорд, Фийдърстоун, Нотингли и Нормантън.
В непосредствена близост, северно и североизточно от града, преминава Магистрала М62 по направлението изток-запад (Хъл-Лийдс-Манчестър-Ливърпул). Магистралата е физическия делител (граница) между Понтифракт и градовете Касълфорд и Нотингли.

## Демография
Изменение на населението на града за период от две десетилетия 1981 – 2001 година:
| година    | 1981 | 1991   | 2001   |
| --------- | ---- | ------ | ------ |
| население | ---  | 28 358 | 28 250 |